# Траупе, Джованни
Джованни Деннис Вито Траупе (нидерл. Giovanni Dennis Vito Troupée; 20 марта 1998 года, Амстердам) — нидерландский и кюрасаоский футболист, играющий на позиции защитника за боснийский «Железничар» и сборную Кюрасао.

## Клубная карьера
Траупе является воспитанником академии «Утрехта», в которой занимался с 11 лет. 17 мая 2015 года, в поединке последнего тура Эредивизи против «Витесса», дебютировал в профессиональном футболе, выйдя на замену на 62-й минуте вместо Йелле де Ланге.
В конце сезона 2015/16 стал чаще попадать на поле, в последние месяцы стал игроком основного состава. Сыграл семь встреч, из них четыре - в старте. Забил один мяч - 15 мая 2016 года в ворота «Зволле». Сезон 2016/17 провёл основным игроком, принял участие в 31 встрече, забил 3 мяча.
25 июня 2021 года подписал контракт с «Твенте» на один сезон.
В декабре 2022 года перешёл в болгарский «Локомотив», подписав с клубом контракт на 1,5 года.

## Карьера в сборной
Принимал участие в чемпионате Европы 2015 года среди юношей до 17 лет, провёл на турнире все три встречи. Нидерланды заняли в группе третье место и не смогли пройти дальше.